# مهدي كورجناود
مهدي كورجناود (بالفرنسية: Mehdi Courgnaud)‏ (21 نوفمبر 1990 في فرنسا - ) هو لاعب كرة قدم فرنسي في مركز الهجوم. لعب مع نادي أرليه أفينيون ونادي ديجون وSO Romorantin ‏ ورويال وايت ستار بروكسل ‏.

## روابط خارجية
- مهدي كورجناود على موقع رابطة كرة القدم الفرنسية للمحترفين (الإنجليزية)
- مهدي كورجناود على موقع قاعدة بيانات كرة القدم.إي يو (الإنجليزية)
- مهدي كورجناود على موقع ليكيب (الفرنسية)
- مهدي كورجناود على موقع Soccerway.com (الإنجليزية)